# 博松南
博松南是瑞士的城鎮，位於該國西部，由弗里堡州負責管轄，面積4.1平方公里，海拔高度751米，2011年人口1,372，六成半人口信奉羅馬天主教，人口密度每平方公里335人。

## 外部連結
- Official website （法文）